# Dragon Age
Dragon Age es una serie de videojuegos de rol de alta fantasía creados por BioWare. El primer juego, Dragon Age: Origins, fue lanzado en 2009. Dragon Age II, una secuela de Origins, fue lanzado en marzo de 2011. Dragon Age: Inquisition fue lanzado en noviembre de 2014. El escenario de fantasía de la serie también ha sido utilizado por varios otros medios, incluyendo libros y juegos de rol de mesa, y los tres juegos principales se han unido a una variedad de complementos de contenido descargable.

## Serie Principal
| Año  | Juego                                              | Tipo            |
| ---- | -------------------------------------------------- | --------------- |
| 2009 | Dragon Age: Origins                                | Juego Principal |
| 2009 | Dragon Age: Origins – The Stone Prisoner           | DLC             |
| 2009 | Dragon Age: Origins – Warden's Keep                | DLC             |
| 2010 | Dragon Age: Origins – Return to Ostagar            | DLC             |
| 2010 | Dragon Age: Origins – Awakening                    | Expansión       |
| 2010 | Dragon Age: Origins – Feastday gifts and pranks    | DLC             |
| 2010 | Dragon Age: Origins – The Darkspawn Chronicles     | DLC             |
| 2010 | Dragon Age: Origins – Leliana's Song               | DLC             |
| 2010 | Dragon Age: Origins – The Golems of Amgarrak       | DLC             |
| 2010 | Dragon Age: Origins – Witch Hunt                   | DLC             |
| 2010 | Dragon Age: Origins – Ultimate Edition             | Compilación     |
| 2011 | Dragon Age II                                      | Juego Principal |
| 2011 | Dragon Age II: The Exiled Prince                   | DLC             |
| 2011 | Dragon Age II: The Black Emporium                  | DLC             |
| 2011 | Dragon Age II: Legacy                              | DLC             |
| 2011 | Dragon Age II: Mark of the Assassin                | DLC             |
| 2014 | Dragon Age: Inquisition                            | Juego Principal |
| 2015 | Dragon Age: Inquisition – Jaws of Hakkon           | DLC             |
| 2015 | Dragon Age: Inquisition – The Descent              | DLC             |
| 2015 | Dragon Age: Inquisition – Trespasser               | DLC             |
| 2015 | Dragon Age: Inquisition – Game of the Year Edition | Compilación     |
| 2024 | Dragon Age: The Veilguard                          | Juego Principal |

## Spin-offs

### Dragon Age Legends
Dragon Age Legends es un RPG de estrategia desarrollado por EA para la Plataforma de Facebook. Dragon Age Legends ofrece a los jugadores su experiencia de las Marcas Libres, el escenario de Dragon Age II. El juego Dragon Age Legends desbloqueará elementos dentro de Dragon Age II. El juego ofrece personalización de personajes y un sistema de actualización que no es similar a Dragon Age II.

### Dragon Age Journeys
Un episodio de tres episodios de spin-off por EA 2D está en desarrollo, titulado Dragon Age Journeys. El primer capítulo del juego, The Deep Roads, fue lanzado de forma gratuita. Los jugadores pueden desbloquear logros en el juego, que desbloqueará elementos únicos en Dragon Age: Origins. Los capítulos segundo y tercero debían ser solamente de compra, pero ahora han sido cancelados.

### Heroes of Dragon Age
En agosto de 2013, EA anunció un próximo juego para dispositivos móviles, Heroes of Dragon Age. El juego es libre de jugar, y está basado en la batalla, con figuritas 3D digitales de personajes del universo de ficción de Dragon Age. En lugar de introducir nuevos conocimientos, el juego se basará en el principio de «¿qué pasa si?» Contendrá escenarios extraídos de los argumentos de los juegos existentes. Se espera que el juego esté disponible para iOS y Android. El 8 de octubre de 2013, EA soft-lanzó Heroes of Dragon Age en Google Play en Canadá.

## Novelas
Hasta la fecha ha habido como mínimo hasta cinco novelas ambientadas en el universo de ficción de Dragon Age:
- Dragon Age: The Stolen Throne, publicada por primera vez el 3 de marzo de 2009.
- Dragon Age: The Calling, publicada por primera vez el 13 de octubre de 2009.
- Dragon Age: Asunder, de David Gaider, publicada por primera vez el 20 de diciembre de 2011 por Tor Publishers.
- Dragon Age: The Masked Empire, de Patrick Weekes, publicada por primera vez el 8 de abril de 2014.
- Dragon Age: Last Flight, de Liane Merciel, publicada por primera vez el 16 de septiembre de 2014.

## Juego de rol de mesa
Un juego de rol de mesa titulado Dragon Age fue lanzado al mercado por la editorial Green Ronin el 25 de enero de 2010. Green Ronin ha declarado que el sistema de juego de Dragon Age es «un sistema de juego completamente nuevo» en el que se usan tres dados de seis caras. El lanzamiento inicial del juego es un sistema encajonado que incluye una guía del jugador, una guía del director del juego, un mapa de Ferelden y tres dados. Una versión electrónica en PDF también está disponible, se la ofrece gratuitamente a los que compran la caja del juego mediante prepago.

## Película de anime
Una adaptación en forma de película de anime fue anunciada el 7 de junio de 2010. Fue coproducida por BioWare, EA y la compañía de anime Funimation Entertainment. Fue lanzado en teatros japoneses el 11 de febrero de 2012. La película se llama Dragon Age: Dawn of the Seeker con Funimation Entertainment lanzando un teaser tráiler en su sitio web.

## Cómics
Dragon Age: Origins es un webcómic del artista de Penny Arcade. Fue puesto a la venta en 2010 y cuenta la historia de un grupo de templarios a quienes se encomienda una misión de búsqueda y destrucción de Flemeth, la bruja de los salvajes. La ubicación temporal de estos sucesos se sitía en un período anterior al estado de la situación descrita en el videojuego Dragon Age: Origins ya que Morrigan aún no ha sido reclutado por The Warden («El Guardián»).
Otro webcómic es Dragon Age: Origins - Awakening, también lanzado en 2010 por Penny Arcade. Narra cómo Nathaniel Howe irrumpió en Vigils Keep antes de su arresto en Awakening, justo antes de conocer a The Warden.
Dragon Age: The Revelation, escrito por David Gaider, fue publicado en 2010 en el sitio web de BioWare. Dibujado por Aimo, cuenta una historia basada en un guion del videojuego Dragon Age: Origins pero para la que finalmente hubo lanzamiento final. Detalla una reunión entre Morrigan y Alistair después de que los Guardianes Grises aprenden de Riordan que para matar a un Archdemon el director que mata a la bestia debe morir. Morrigan busca a Alistair para pedirle su consejo sobre las longitudes que uno iría a ayudar a un amigo en necesidad. La historia asume a una directora femenina como última recluta de Duncan, y termina con Morrigan en su camino a la habitación de Alistair para ofrecer The Dark Ritual.
También se han publicado tres novelas gráficas y una serie de cómics: Dragon Age, una historia de 133 páginas escrita por Orson Scott Card con la ayuda de Aaron Johnson y publicada por IDW Publishing en 2011, cuenta la historia de un mago que se involucra románticamente Con un templario. Originalmente fue lanzado en 6 cómics individuales, pero fue recogido y publicado en una sola novela gráfica. La historia se establece antes de los acontecimientos de los videojuegos y tiene lugar en y alrededor de la Torre de los Reyes Magos.
Una segunda serie de novelas gráficas establecidas después de los sucesos de Dragon Age: Origins y Dragon Age II fue lanzada a partir de 2012. Las novelas que la constituyen son The Silent Grove, Aquellos que hablan y Hasta que dormimos. The Silent Grove, escrita por David Gaider, presenta las andanzas de Alistair, Varric e Isabela mientras descubren la verdad sobre el pasado de Alistair. Las novelas segunda y tercera de esta serie, Aquellos que hablan y Hasta que duermen"", fueron lanzadas también por Dark Horse Comics en la misma trama, y más tarde reeditadas en una compilación llamada 'Library Edition' («Edición de Biblioteca»).
La tercera serie de novelas gráficas, titulada Dragon Age: Magekiller, se establece antes y durante los sucesos de Dragon Age: Inquisition. Escrita por Greg Rucka, la historia sigue a Marius, un mercenario caza-magos, y Tessa Forsythia, su asistente, a medida que avanzan a través de Thedas en la búsqueda de sus objetivos. La historia pretende «expandir el mundo de Dragon Age» y describe áreas que nunca se muestran en los juegos de Dragon Age. El primer número del cómic fue lanzado el 16 de diciembre de 2015.

## Figuras de acción
Una serie de cuatro figuras de acción fue lanzada por DC Direct. La serie uno incluye figuras de acción de Morrigan, Duncan, Loghain y un Genlock. Cada figura está altamente detallada, cuenta con juegos de accesorios precisos y puede ser adquirida en tiendas especializadas en juegos y hobbies, así como en varios minoristas en línea.

## Serie web
Se anunció el 15 de febrero de 2011 que la actriz Felicia Day, en asociación con BioWare, estaría lanzando una serie web en seis partes titulada Dragon Age: Redemption.